# Naturpark Schwarzwald Mitte/Nord

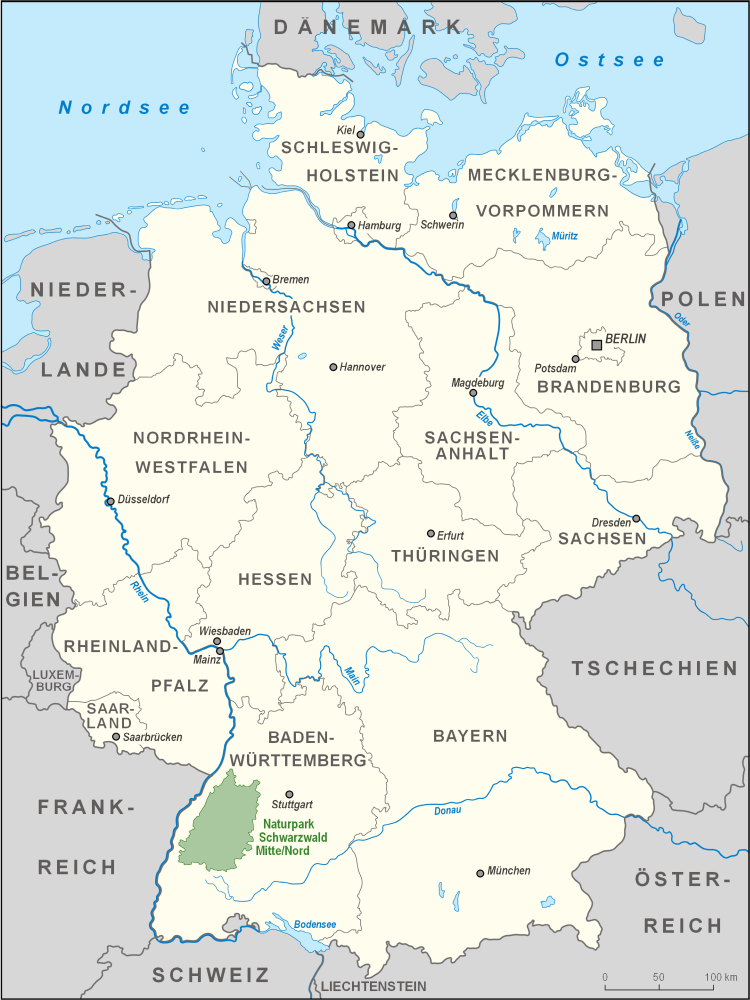
Lage des Naturparks Schwarzwald Mitte/Nord

Der Naturpark Schwarzwald Mitte/Nord ist einer der größten Naturparks in Deutschland. Gemeinsam mit dem im Süden angrenzenden Naturpark Südschwarzwald umfasst er das Mittelgebirge Schwarzwald und Flächen angrenzender Naturräume.

## Der Verein
Der Naturpark Schwarzwald Mitte/Nord wurde im Jahr 2000 gegründet. 2003 wurde ein 375.000 Hektar großes Gebiet offiziell zum verordneten Großschutzgebiet erklärt. Seit 2021 hat das Gebiet eine Fläche von 420.000 Hektar. Der Naturpark ist rechtlich ein Verein, in dem 114 Gemeinden, sieben Landkreise, drei Stadtkreise und die wichtigsten Verbände, welche sich in der Naturparkkulisse befinden, Mitglieder sind. Der Vorsitzende des Naturpark-Vereins ist der Landrat des Landkreises Rastatt, Christian Dusch.

## Lage
Mit rund 4.200 km² Fläche ist der Naturpark Schwarzwald Mitte/Nord der größte Naturpark in Deutschland (Stand August 2022). Seine größte Nord-Süd-Ausdehnung beträgt 90 km und seine größte Breite 65 km. Der Naturpark Schwarzwald Mitte/Nord umfasst Teile der Landkreise Calw, Freudenstadt, Karlsruhe, Rastatt, Rottweil, des Enzkreises und des Ortenaukreises sowie der Stadtkreise Baden-Baden, Karlsruhe und Pforzheim mit 114 Gemeinden, in denen rund 800.000 Menschen leben. Der Nationalpark Schwarzwald befindet sich innerhalb des Naturparks und wird von diesem vollständig umschlossen.

## Natur und Landschaft

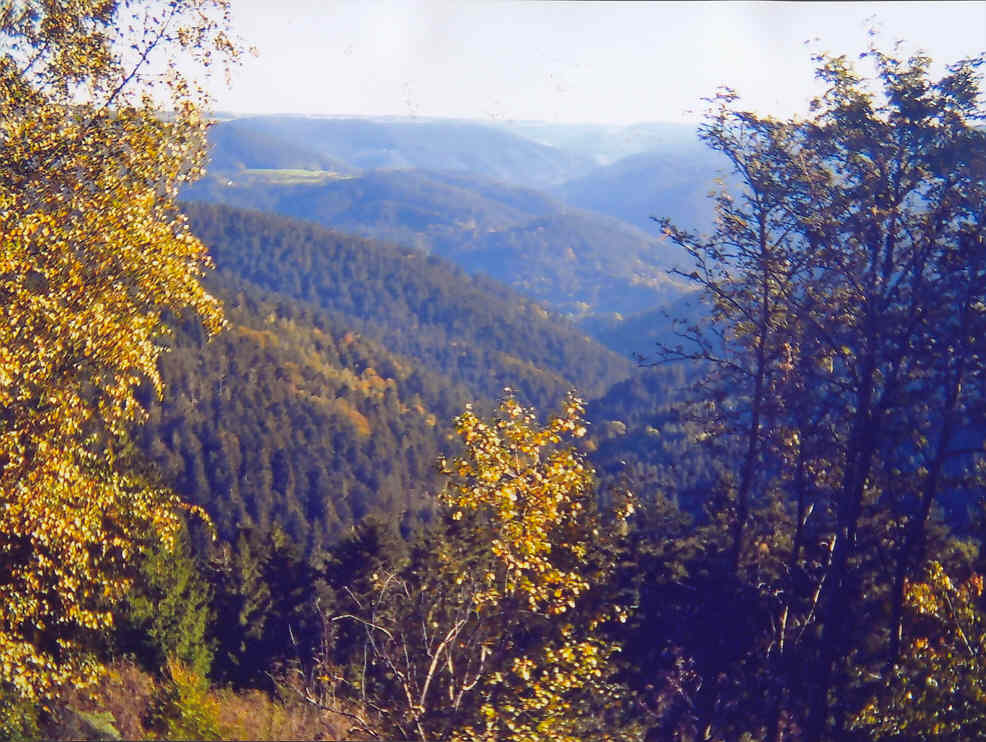
Aussicht vom Teisenkopf im Mittleren Schwarzwald hinunter ins Kinzigtal

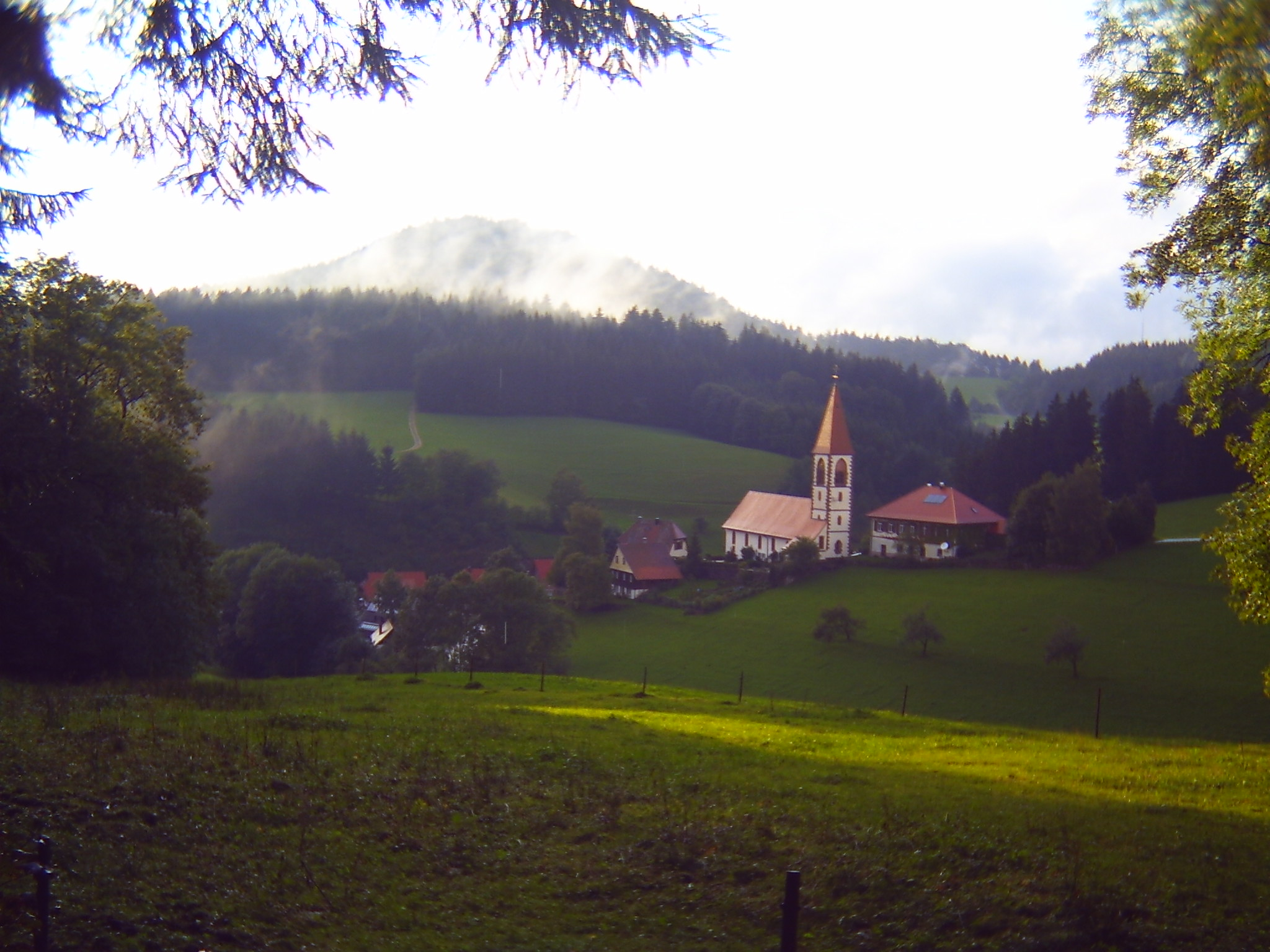
Bergidylle in St. Roman bei Wolfach

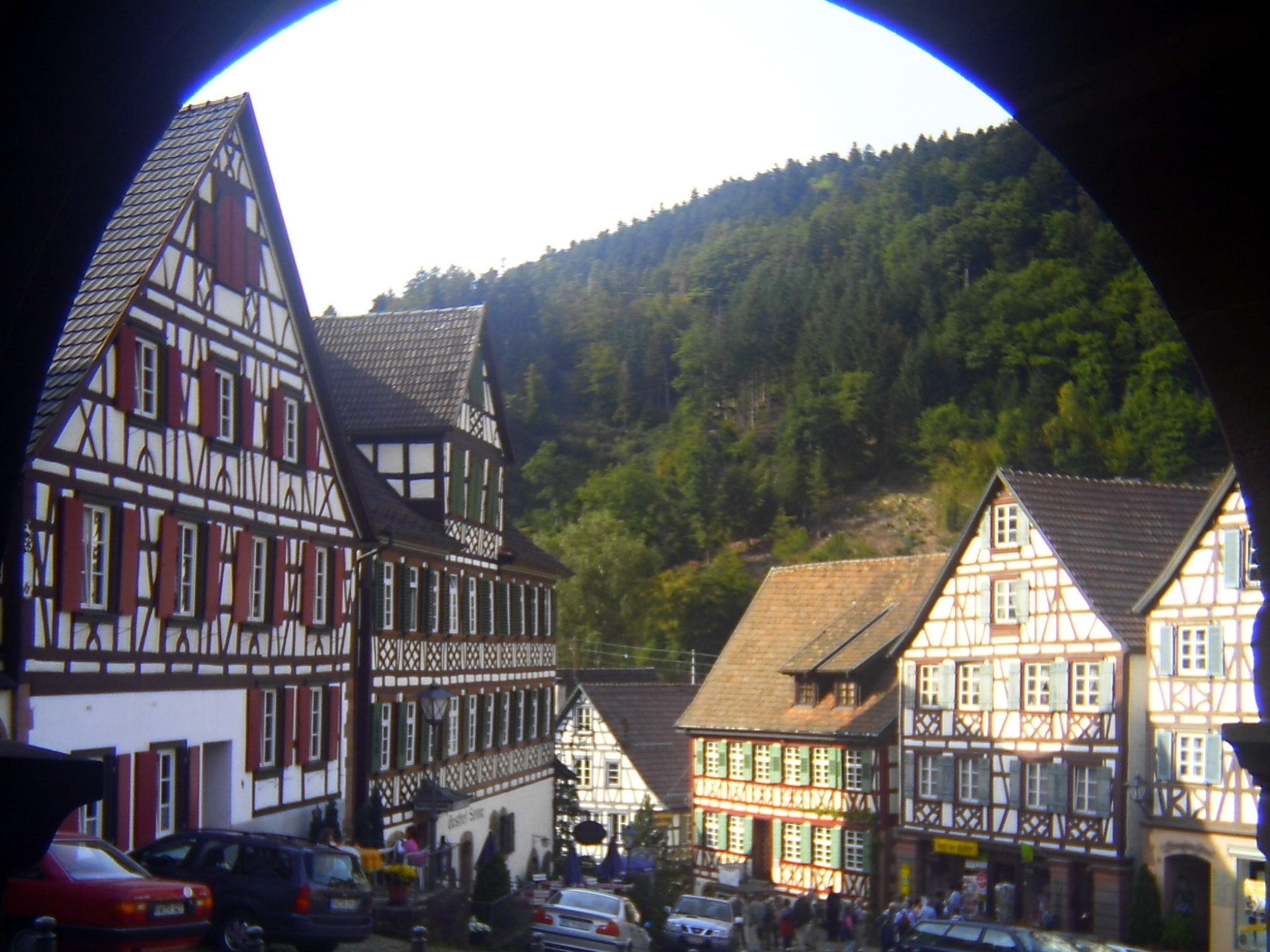
Fachwerkromantik im Städtchen Schiltach (Portalgemeinde des Naturparks)

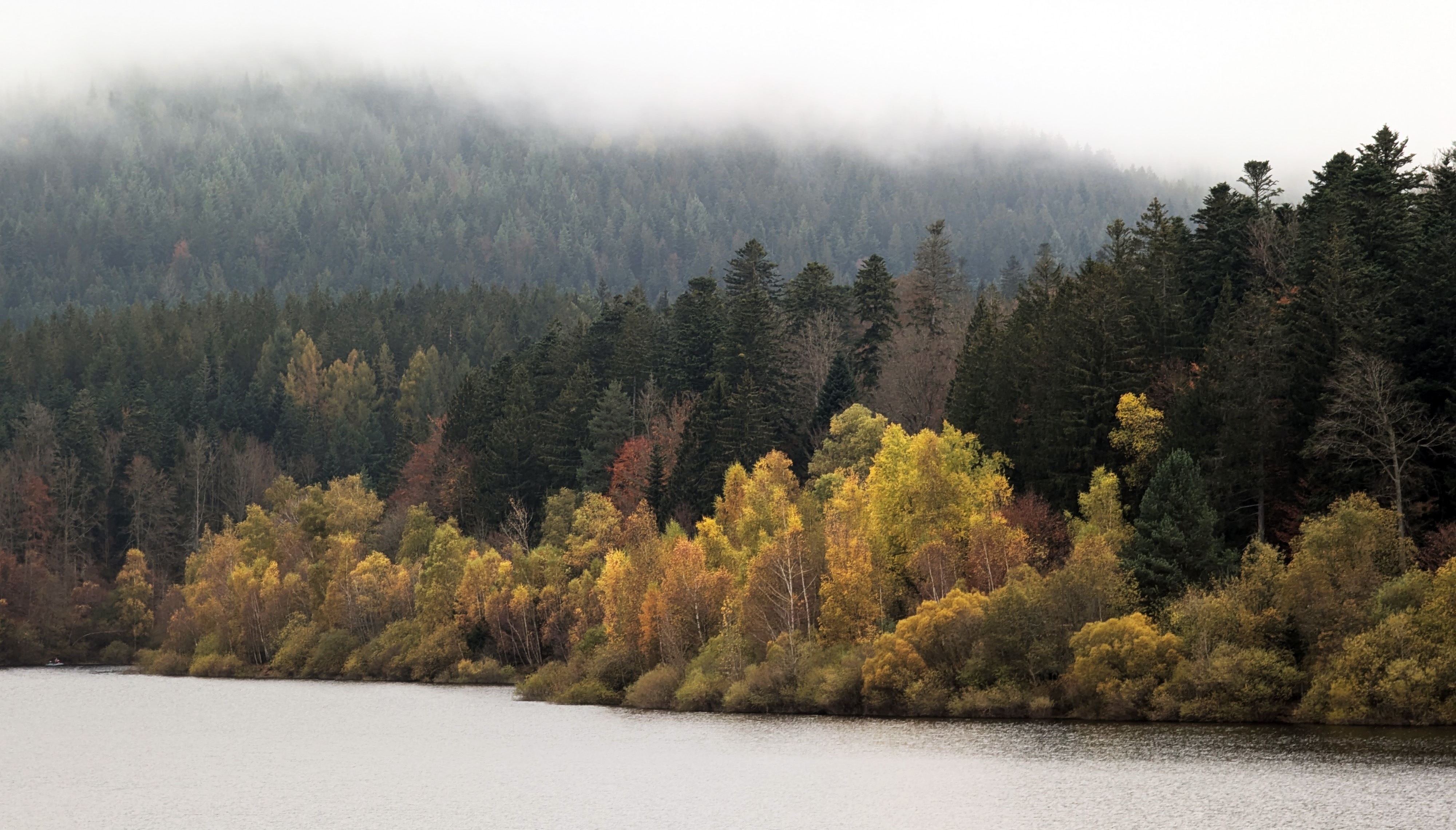
Am Schwarzenbach-Stausee im niederschlagsreichen Grindenschwarzwald

Der Naturpark Schwarzwald Mitte/Nord zeichnet sich durch die einzigartige Schönheit und Vielfalt der Landschaft aus: Tief eingekerbte Täler, Wälder, Felsen, rauschende Bäche, Tiere in der Landschaft, auf Wiesen und Weiden formen den Schwarzwald.
Geologie und Klima, aber auch die jahrhundertelange Nutzung durch den Menschen haben die Schwarzwaldlandschaft geschaffen. Geprägt wird sie vom Wechsel zwischen Naturlandschaft und bäuerlicher Kulturlandschaft. Namensgeber des Schwarzwalds sind ausgedehnte, naturnahe, dunkle Mischwälder mit der charakteristischen Weißtanne. Besonders wertvolle Lebensräume, mit einer großen Zahl gefährdeter Tier- und Pflanzenarten, bestimmen ebenfalls das Landschaftsbild des Naturparks:
- Moore und Moorwälder
- Karseen
- Grinden – durch jahrhundertelange Beweidung entstandene waldfreie Heideflächen auf den Bergkuppen

Für die Vielfalt der Lebensräume ist unter anderem das Klima des Schwarzwalds verantwortlich. Während es in den Weinbergen der Vorbergzone nahezu mediterran ist, fühlt man sich auf den Hochlagen, wie zum Beispiel der Hornisgrinde, fast nach Skandinavien versetzt.
Seine Hotellerie und Gastronomie und eine Vielzahl kultureller Sehenswürdigkeiten machen den Naturpark Schwarzwald Mitte/Nord zu einer der beliebtesten Ferienregionen Deutschlands. Daneben gibt es Wellness-Angebote in weltbekannten Heilbädern sowie sporttouristische Angebote wie Wandern, Mountainbiking oder Wintersport.
Dies alles zu erhalten ist Aufgabe des Naturparks. Gleichzeitig zeigt er Wege in eine nachhaltige Zukunft für die Region auf.

## Die Ziele des Naturparks und ihre Umsetzung
Im Einzelnen hat sich der Naturpark folgende Ziele gesetzt:
- Bewahrung von Schönheit, Charakter und Vielfalt der Landschaft
- Erhaltung der Tier- und Pflanzenwelt
- Weiterentwicklung der Potenziale für Erholung und Tourismus
- Förderung der traditionellen bäuerlichen Landwirtschaft
- Sicherung der Pflege der offenen Landschaft

Dabei versteht sich der Naturpark Schwarzwald Mitte/Nord nicht als Wahrer einer „Museumsnatur“ oder gar als „Verhinderungsinstrument“. Vielmehr will er den Weg in eine nachhaltige Zukunft ebnen, indem er die Entwicklung der Region als attraktiven Lebens-, Erholungs-, Natur- und Wirtschaftsraum fördert.
Dazu unterstützt der Naturpark Projekte im Bereich des nachhaltigen Tourismus, der Regionalvermarktung, Erhalt der Kulturlandschaft und Naturschutz sowie Umweltbildung. Diese sind u. a.:
- einheitliche Beschilderung der Wanderwege im gesamten Schwarzwald
- Neuausweisung und einheitliche Beschilderung von über 1600 km Nordic-Walking-Strecken in 33 Gemeinden
- Neuausweisung und einheitliche Beschilderung eines Mountainbike-Netzes (über 4000 km) mit Karten zu den einzelnen Regionen und kostenlosem GPS-Download im Internet-Erlebnisportal des Naturparks
- „Schwarzwald-Guides“, besonders geschulte Landschaftsführer aus der Region, die individuelle Erlebnis-Touren anbieten
- Unterstützung der bäuerlichen Landwirtschaft zum Erhalt der Schwarzwaldlandschaft. Dies geschieht im Rahmen einer Regionalvermarktungskampagne, zu der die Naturpark-Bauernmärkte, die Naturpark-Wirte, die Naturpark-Straußwirtschaften, das Projekt „Wilde Sau“, der Naturpark-Laib und die Naturpark-Genuss-Messen gehören.[2]
- Konzept der Naturpark-Schulen und Naturpark-Kindergärten, in denen Unterrichtsmodule zu „moderner Heimatkunde“ angeboten werden. Die Schul- und Kindergartenkinder lernen außerhalb ihrer Einrichtung vor Ort bei externen Partnern (z. B. Landwirte, Handwerker, Obst- und Gartenbauvereine), wie Erzeugnisse im Schwarzwald entstehen oder die Natur geschützt werden kann.

## Projektförderung
Der Naturpark fördert Projekte in den Bereichen nachhaltiger und naturverträglicher Tourismus, Öffentlichkeitsarbeit, Erhalt des Natur- und Kulturerbes im öffentlichen Raum sowie Vermarktung regionaler Produkte. Je nach Projekt können bis zu 70 % der Kosten durch die Förderung bezuschusst werden. Die übrigen Kosten übernimmt der Antragsteller. Die Fördermittel stammen aus der Lotterie „Glücksspirale“, von der Europäischen Union und vom Land Baden-Württemberg. Einen Antrag auf Förderung können Vereine, Kommunen und Privatpersonen stellen, die sich in der Naturparkkulisse befinden.

## Naturschutz

### Herzenssache Natur
Die „Herzenssache-Natur-Aktionen“ im Naturpark umfassen verschiedene Naturschutz- und Landschaftspflegeprojekte. Ehrenamtliche Helfer setzen sich bei mindestens sechs Aktionen im Jahr für den Erhalt der Natur- und Pflanzenwelt ein. Unterstützt wird das Projekt durch die „Karl-Bertsch-Stiftung“.

### Blühender Naturpark
Das Projekt „Blühender Naturpark“ befasst sich mit der Entstehung heimischer Wildblumenwiesen in der Region. Gemeinsam mit Kindergärten, Schulen, Imkervereinen, Unternehmen und weiteren Partnern der Region, die Patenschaften für die Wildblumenwiesen übernehmen, werden Blühflächen angelegt. Kooperationspartner des Projekts ist der Landesverband Badischer Imker. Ziel des Projekts ist es, Verständnis für die Bedeutung heimischer Insekten zu schaffen. Im Jahr 2018 wurde das Projekt unter dem Namen „Blühende Naturparke“ auf alle sieben baden-württembergischen Naturparke ausgeweitet. Der Naturpark Schwarzwald Mitte/Nord hat hierfür die Federführung übernommen. Das Projekt wird vom Land Baden-Württemberg finanziell unterstützt.

### Naturpark-Klimaprojekt
Das Naturpark-Klimaprojekt umfasst derzeit (Stand August 2020) die Teilprojekte „Klimatipp des Monats“, das „Humusprojekt“ und die „Klimabotschafter-Ausbildung“. Ziel dieser Projekte ist es, ein besseres Verständnis für den Klimawandel zu schaffen und Handlungsoptionen für die Bevölkerung darzulegen.
Im „Klimatipp des Monats“ werden einmal im Monat im Blog des Naturparks Hilfestellungen zur Verbesserung der persönlichen Klimabilanz gegeben.
Humusprojekt: Humus hat die Eigenschaft CO2 zu binden. Durch eine Erhöhung des Humusgehalts im Boden um nur ein Prozent werden etwa 50 Tonnen CO2 pro Hektar gespeichert. Der Naturpark Schwarzwald Mitte/Nord bietet gemeinsam mit dem gemeinwohl-orientierten Unternehmen positerra Kommunen, Institutionen und Wirtschaftsunternehmen die Möglichkeit, ihre nicht vermeidbaren Treibhausgas-Emissionen in der Region auszugleichen. Es handelt sich hier um einen freiwilligen Ausgleich, nicht um den Erwerb von Zertifikaten. Die Emittenten erwerben hierfür Humusprämien und unterstützen damit Landwirte aus der Naturpark-Kulisse dabei, ihre Betriebe auf eine humusschonende, regenerative Bewirtschaftung umzustellen und so die Qualität ihrer Böden langfristig zu verbessern.
In der „Ausbildung zum Klimabotschafter“ werden Schwarzwald-Guides und ab 2022 weitere Multiplikatoren ausgebildet, um den Klimaschutz für die Menschen greifbar zu machen und das Bewusstsein für diesen zu stärken. In der Ausbildung werden Inhalte zu den Themen Landwirtschaft, Moore, Gewässer und Wald im Klimawandel vermittelt. Die Projekte der Klimakampagne werden mit Mitteln des Landes Baden-Württemberg gefördert.

## Umweltbildung

### Naturpark-Detektive
Das Projekt „Naturpark-Detektive - Vom Netz in die Natur“ ist interaktives Umweltbildungsangebot, das Kindern die Natur und ihre Heimat näherbringt. Auf der Internetseite der Naturpark-Detektive stehen Aufgaben und Rätsel zur Verfügung, welche in der Natur umgesetzt werden. Durch das Erleben und Verstehen der Zusammenhänge in der Natur sollen sie so zu einem nachhaltigen und verantwortungsvollen Umgang mit unseren Ressourcen angeregt werden. Die drei Naturpark-Detektive Dr. Bertold Buntspecht, Fabio Fuchs und Wally Wildschwein begleiten die Kinder bei der Erfüllung der Aufgaben. Zur Umsetzung des Projektes greift der Naturpark auf ein großes Partnernetzwerk bestehend aus den Mitgliedsgemeinden und -städten, den Naturpark-Schulen und den Partnern und Förderern des Naturparks zurück. Gefördert wird das Projekt durch den Badenova Innovationsfonds.

### Naturpark-Schulen
Die Naturpark-Schulen sind zertifizierte Schulen, welche Kindern die örtliche Natur und kulturelle Besonderheiten der Region vermitteln. Unter dem Motto „Moderne Heimatkunde“ erhalten die Kinder bis zu acht Unterrichtsmodule pro Jahr. Außerschulische Partner wie Obst- und Gartenbauvereine, Kräuterpädagogen, Handwerker, Förster, Imker oder Landwirte unterstützen das Projekt, indem sie Unterrichtsmodule ausführen.

### Naturpark-Kindergärten
Gerade in den ersten Lebensjahren lernt ein Mensch so schnell wie sonst nie wieder in seinem Leben. Das im Herbst 2020 gestartete Programm „Naturpark-Kindergarten“ will darum Kindern schon in der frühen Lernphase vielfältige Erfahrungsorte nahebringen, um damit einen Beitrag zur Bildung für nachhaltige Entwicklung (BNE) zu leisten. In praxisbezogenen Projekten erkunden die Naturpark-Kindergartenkinder dabei nicht nur ihr direktes Lebensumfeld mit der Lupe. Gemeinsam mit ihren Erzieherinnen und Erziehern entdecken und erforschen sie verschiedene Handlungsfelder des Naturparks mit Blick durch die „BNE-Brille“ und lernen ihre Region intensiver kennen und verstehen.

### Muh die Kuh
Das Projekt „Muh die Kuh“ richtet sich an Kindergärten im Naturpark-Gebiet. Kindergarten-Gruppen verbringen einen Vormittag auf dem Bauernhof und bekommen erklärt, wie das Leben auf dem Bauernhof funktioniert und wie heimische Produkte produziert werden. Die Filzhandpuppe „Muh-die Kuh“ erklärt diese Zusammenhänge auf spielerischer Weise. Ziel des Projektes ist es, Kindern während ihres Aufenthalts eine Beziehung zur Landwirtschaft, zu regionalen Produkten und zu einer gesunden Ernährung zu vermitteln.

## Naturverträglicher Tourismus

### Trekking Schwarzwald
Durch das Projekt „Trekking Schwarzwald“ wird das Übernachten im Schwarzwald offiziell erlaubt. In insgesamt sechs Trekking-Camps im Naturpark Schwarzwald Mitte/Nord können Trekking-Plätze gebucht werden. Diese sind von Mai bis Oktober geöffnet. Ein Trekking-Camp besteht aus einem Toilettenhäuschen, drei Zeltplätzen und einer Feuerstelle. Die Camps sind lediglich zu Fuß erreichbar und liegen abseits von Ortschaften. Das Projekt ist ein Gemeinschaftsprojekt mit dem Naturpark Südschwarzwald, welcher drei weitere Camps in seinem Gebiet besitzt. Das Projekt wurde mit den Projektpartnern Forst BW, Naturpark Südschwarzwald und Nationalpark Schwarzwald entwickelt.

### Schwarzwald-Guides
Die rund 90 Schwarzwald-Guides (Stand August 2022) sind besonders geschulte Natur- und Landschaftsführer im Naturpark Schwarzwald Mitte/Nord. Sie bieten das ganze Jahr hindurch individuelle Erlebnistouren für Einheimische und Gäste an. Inzwischen gibt es rund 100 solcher Guides im Naturpark.

### Naturpark-AugenBlicke
Die Naturpark-AugenBlicke sind Aussichtspunkte im Naturpark, die in einen Rundweg integriert sind. Ein Naturpark-AugenBlick umfasst eine Sitzbank, einen kleinen Tisch und eine beschriftete Panoramatafel.

### GeoTouren
Die GeoTouren im Naturpark Schwarzwald Mitte/Nord vermitteln die Erdgeschichte des Nördlichen und Mittleren Schwarzwalds. Entlang der Touren werden die geschichtlichen Veränderungen der Landschaft, der Tier- und Pflanzenarten und der Menschen vermittelt. Geologisches Basiswissen wird durch das Begleitbüchlein „GeoKompakt“ und GeoBoxen Gestein-Sets vermittelt.

### Naturpark-Radweg
Der Naturpark-Radweg ist ein 260 km langer Fernradweg, welcher einmal um den Naturpark führt. Der Naturpark-Radweg ist nach den Richtlinien des ADFC für nationale und internationale Radwegenetze beschildert. 2019 wurde der Radweg mit dem dritten Preis des Bike&Travel Awards in der Kategorie „Die besten Erlebnistouren“ ausgezeichnet.

## Regionalvermarktung

### Naturpark-Märkte
Von Mai bis Oktober finden die Naturpark-Märkte im Gebiet des Naturpark Schwarzwald Mitte/Nords statt. Jeden Sonntag veranstaltet eine der Gemeinden im Naturpark einen Naturpark-Markt. Dieser zeichnet sich durch den Verkauf heimischer und regionaler Erzeugnisse aus. Die Marktbeschicker verkaufen ausschließlich Ware, die aus den Schwarzwälder Naturparken stammen.

### Brunch auf dem Bauernhof
Der Brunch auf dem Bauernhof findet jährlich am ersten Augustwochenende in allen sieben Naturparken in Baden-Württemberg statt. Die Produkte für das Brunchbuffet bestehen ausschließlich aus eigener Produktion oder werden von regionalen Erzeugern bezogen. Die Veranstaltung soll das Verständnis für nachhaltige Bewirtschaftung, bäuerliche Tradition und faire Preise für heimische Produkte wecken.

### Naturpark-Wirte
Die Naturpark-Wirte sind ein Zusammenschluss von Gastronomen aus dem Naturpark Schwarzwald Mitte/Nord, die sich der regionalen Küche verschrieben haben. „Schmeck den Schwarzwald“ lautet ihr Motto.
Die Naturpark-Wirte bieten ganzjährig mindestens sechs regionale Gerichte und ein regionales Menü auf ihrer Speisekarte an. Regional heißt, dass die Hauptzutaten für die Gerichte aus den beiden Naturparken im Schwarzwald (Naturpark Schwarzwald Mitte/Nord und Naturpark Südschwarzwald) stammen müssen.
Ein Naturpark-Wirt muss einige Qualitätskennzeichen erfüllen. Dies sind unter anderem:
- Naturpark-Wirt sieht den Trend zur Regionalität und ist überzeugt von der Qualität regionaler Produkte.
- Die Hauptzutaten eines Naturpark-Gerichts müssen aus dem Naturpark stammen.
- Die Naturpark-Gerichte sind als „Regionales Gericht aus dem Naturpark“ zu kennzeichnen. In diesen Gerichten dürfen keine Waren zum Einsatz kommen, die der Philosophie des Naturparks widersprechen (z. B. Erdbeeren im Winter).
- Die Herkunft der Produkte kann man über die Speisekarte nachvollziehen.

### Naturpark-Straußwirtschaften
Die Naturpark-Straußwirtschaften bieten ihren Gästen regionale und saisonale Gerichte, typische Schwarzwälder Spezialitäten und selbsterzeugter Wein. Mindestens zwei Drittel der Produkte für die Gerichte müssen aus dem Gebiet des Naturpark Schwarzwald Mitte/Nord stammen. Dadurch werden heimische Winzer, Obstanbauer und Landwirte, welche einen wichtigen Beitrag zur Offenhaltung der typischen Schwarzwälder Kulturlandschaft beitragen, unterstützt.

### Wilde Sau
Das Pilotprojekt „Wilde Sau“ beschäftigt sich mit der Aufwertung von Schwarzwildprodukten in der öffentlichen Wahrnehmung. Ziel ist es den hohen Wert des Fleisches stärker in das Bewusstsein der Menschen zu rücken und Wissen zu vermitteln. Zudem wird ein Netzwerk aus Metzgern, Jägern und Naturpark-Wirten aufgebaut. Dadurch soll die Wertschöpfung in den regionalen Gastronomie- und Metzgerbetrieben gesteigert und das Image von Jagd und Jägern gefördert werden. Das Projekt wird für drei Jahre mit der Förderung des Landes Baden-Württembergs unterstützt.

### Naturpark-Laib
Der Naturpark Schwarzwald Mitte/Nord setzt sich für die Stärkung regionaler Partnerschaften und Wertschöpfungsketten ein. Der Naturpark-Laib ist ein Beispiel dafür: Landwirte, Müller und Bäcker arbeiten eng zusammen, um das Brot aus dem Naturpark zu produzieren. Vom Korn über das Mehl bis hin zum fertigen Naturpark-Laib finden alle Produktionsschritte in der Region statt.